# 拉福尔克拉
拉福尔克拉（法語：La Forclaz，法語發音：[la fɔʁkla]）是法国上萨瓦省的一个市镇，属于托农莱班区。

## 地理
拉福尔克拉（46°19'19"N, 6°36'49"E）面积4.04 平方千米，位于法国奥弗涅-罗讷-阿尔卑斯大区上萨瓦省，该省份为法国东部省份，历史上为薩伏依的一部分，北与瑞士接壤，西接安省，南至萨瓦省，东与瑞士和意大利接壤。
与拉福尔克拉接壤的市镇（或旧市镇、城区）包括：拉博姆、万济耶。
拉福尔克拉的时区为UTC+01:00、UTC+02:00（夏令时）。

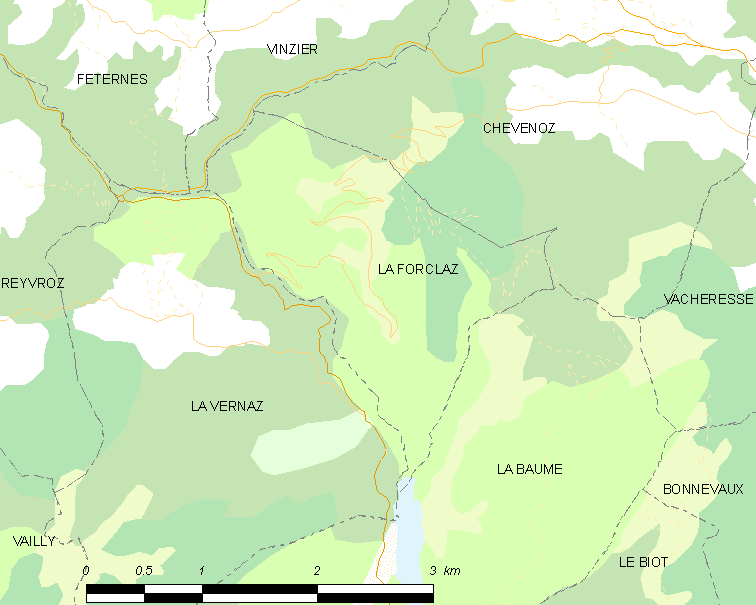
拉福尔克拉的OSM定位图

## 行政
拉福尔克拉的邮政编码为74200，INSEE市镇编码为74129。

## 政治
拉福尔克拉所属的省级选区为埃维昂莱班县。

## 人口

1962-2008年间拉福尔克拉人口变化图示

拉福尔克拉于2022年1月1日时的人口数量为225人。